# Flounder (U-Boot)
Die USS Flounder (SS-251) war ein US-amerikanisches U-Boot der Gato-Klasse, das von der US-Marine im Pazifikkrieg eingesetzt wurde.
Das Boot versenkte U 537 und war so eines von zwei amerikanischen U-Booten, die ein deutsches U-Boot versenken konnten. Das andere Boot war die USS Besugo, die U 183 versenkte.

## Technik und Einsatzprofil des Bootes
Die USS Flounder gehörte als Boot der Gato-Klasse zu einer der zahlenmäßig größten amerikanischen U-Boot-Klassen (73 Boote in der Klasse). Die Gato-Klasse war standardisiert und wurde in Serie gebaut. Sie war für den Seekrieg gegen die japanische Handelsschifffahrt konstruiert und für lange Patrouillen vorgesehen. Aufgrund dessen waren die Gato-Boote relativ groß und bequem ausgerüstet, so verfügten sie sogar über ein Kühlabteil für verderbliche Nahrungsmittel. Die USS Flounder war ein typisches Boot der Klasse, Abweichungen vom Standard sind nicht bekannt.

## Die Einsatzgeschichte der USS Flounder

### Indienststellung
Die USS Flounder, als U-Boot in der damaligen Tradition der United States Navy nach einem Fisch, in diesem Fall der Flunder, benannt, wurde am 5. Dezember 1942 bei der Electric Boat Company in Groton, Connecticut, auf Kiel gelegt, lief am 22. August 1943  vom Stapel und wurde am 29. November 1943 unter Commander C. A. Johnson bei der US Navy in Dienst gestellt.

### Erste Einsatzfahrten
Das Boot erreichte die amerikanische U-Boot-Basis Milne Bay, Neuguinea, am 6. März 1944 aus New London kommend. Elf Tage später trat das Boot seine erste Kriegspatrouille an, die es zu den Palau-Inseln führen sollte. Im Patrouillengebiet wurden zahlreiche japanische Flugzeuge gesichtet, deren Präsenz die Operationen des U-Boots behinderten, sodass kaum Schiffsverkehr entdeckt werden konnte. Angriffe wurden während dieser Einsatzfahrt nicht ausgeführt. Das Boot kehrte zur Basis zurück, ergänzte Vorräte und fuhr nach Manus, um dort Übungen durchzuführen, bevor es am 3. Juni zur zweiten Kriegspatrouille auslief. Diese erfolgte in der Philippinischen See parallel zur Invasion der Marianen. Zuvor hatte der Kommandant des Bootes gewechselt, neuer Kommandant war Lt. Cdr. J.E. Stevens. Am 17. Juni, dem Tag vor der Schlacht in der Philippinensee, folgte die USS Flounder einem Schraubengeräusch und entdeckte dadurch einen japanischen Geleitzug. Die Flounder versenkte das japanische Torpedobergungsschiff Nihonkai Maru (2684 BRT) und überstand den anschließenden Wasserbombenangriff der Begleitschiffe, der langandauernd und heftig, aber wenig zielgenau war. Sieben Tage später, am 24. Juni, wurde das an der Oberfläche fahrende U-Boot nochmals zum Ziel eines feindlichen Angriffs, diesmal durch zwei Flugzeuge, die aus der Wolkendecke stießen und Bomben auf das Boot abwarfen, die dicht neben ihm im Wasser landeten und einige Schäden verursachten, die allerdings nicht kritisch waren. Die USS Flounder kehrte nach Manus zurück, füllte dort ihre Treibstoffvorräte auf und fuhr ins australische Brisbane weiter, um dort die Schäden ausbessern zu lassen.
Das Boot verließ Brisbane am 1. August und fuhr zunächst nach Manus, um sich zurück zu melden, bevor es in das Einsatzgebiet seiner dritten Kriegspatrouille weiterfuhr. Die Hauptaufgabe des Bootes während dieses Einsatzes war es, in der Philippinensee als Rettungsschiff für amerikanische Flieger zu dienen, die während der Luftangriffe auf die Philippinen abgeschossen wurden. Ein Teil der Patrouille war jedoch auch für Kampfaufgaben vorgesehen. Während dieses Teils fand das Boot nur wenige feindliche Kontakte und konnte nur einen Angriff fahren. Das anvisierte Ziel, ein kleineres japanisches Geleitschiff, wich den Torpedos der Flounder jedoch aus und zwang das U-Boot mit Wasserbomben, in die Tiefe zu flüchten. Das Boot frischte in Mios Woendi auf Neuguinea vom 28. August bis 1. September Proviant und Treibstoffvorräte auf und nahm dann seinen Einsatz im Golf von Daveo wieder auf, um schließlich am 4. Oktober wieder in Brisbane einzulaufen.

### Die Versenkung von U 537
Die nächste Kriegspatrouille trat die Flounder als Teil eines amerikanischen „Wolfpack“ an. Im Gegensatz zur Rudeltaktik der deutschen U-Boote, bei der zahlreiche einzeln fahrende U-Boote per Funk an ein gemeinsames Ziel herangeführt wurden, bestanden die amerikanischen Wolfpacks aus lediglich zwei oder drei Booten, die die gesamte Patrouille gemeinsam absolvierten. Das gemeinsame Einsatzgebiet des Wolfpacks, mit dem die USS Flounder am 27. Oktober auslief, war das Südchinesische Meer. Dort sichtete das Boot am 10. November etwas, was man zunächst für ein kleines Segelboot hielt. Beim Näherkommen erkannte man es jedoch als den Turm eines U-Bootes. Die USS Flounder ging sofort auf Tauchfahrt und man machte das Boot gefechtsklar. Ein Fächer von vier Torpedos wurde auf das Ziel abgeschossen, von denen einer traf. An Bord der USS Flounder war die Erschütterung zu spüren, mit der das anvisierte U-Boot explodierte. Als die USS Flounder eine halbe Stunde später auf Periskoptiefe ging, waren keine Reste mehr zu sehen. Bei dem versenkten U-Boot handelte es sich um U 537, ein deutsches Typ-IX-C/40-Boot unter dem Kommando von Kapitänleutnant Peter Schrewe, eines der Monsunboote, die von Penang aus operierten. Keines der 56 Besatzungsmitglieder von U 537 überlebte die Versenkung. Ein gemeinsamer Angriff des Wolfpacks auf einen Konvoi vor Palawan am 21. November war für die USS Flounder nicht abschließend erfolgreich, wohl aber für ein anderes Mitglied des Wolfpacks, die USS Guavina, das den von der USS Flounder torpedierten Frachter Gyosan Maru (5698 BRT) endgültig versenken konnte. Da der übrige Schiffsverkehr gering war, kam es zu keinen weiteren Angriffen, und das Boot kehrte für Ausbesserungsarbeiten, die vom 13. Dezember bis 7. Januar 1945 dauerten, nach Brisbane zurück.

### Eine Serie von Problemen

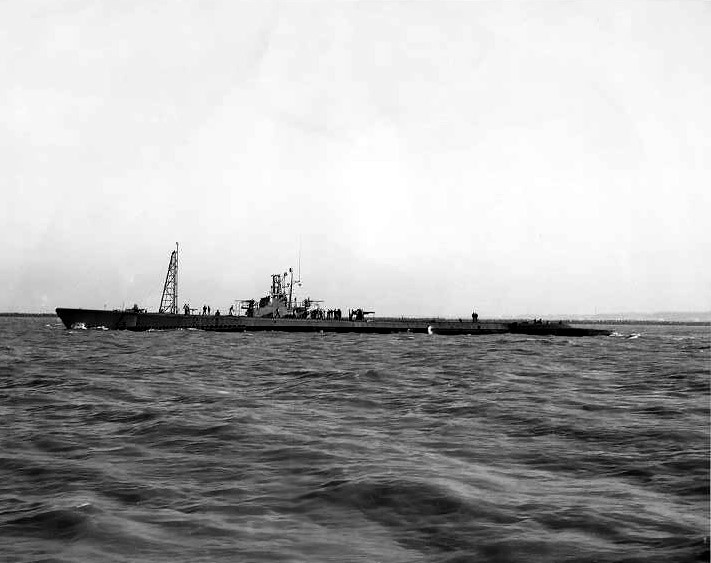
Die Flounder im Juli 1945 vor Mare Island, Kalifornien

Zu Beginn der fünften Einsatzfahrt traten Probleme mit dem Tiefenmesser des Bootes auf, die es zwangen, vom 12. bis 14. Januar nach Brisbane zurückzukehren. Anschließend nahm die USS Flounder als Führungsboot eines Wolfpacks von drei Booten die Patrouille wieder auf. Am 12. und 13. Februar jagte die Gruppe einer japanischen Einsatzgruppe hinterher, konnte gegen die schnell laufenden Schiffe jedoch in keine Angriffsposition gelangen. Ein besseres Ziel bot sich dem Boot am 22. Februar, als es vier Torpedos auf ein japanisches Patrouillenboot schießen konnte, allerdings wurden zwei der vier Torpedos zu Irrläufern, die im Bogen auf das abschießende Boot zurücksteuerten. Nur mit Mühe konnte die USS Flounder vermeiden, von den eigenen Torpedos versenkt zu werden. Die Pannenserie des Bootes auf dieser Patrouille war damit noch nicht zu Ende. Drei Tage später streifte die USS Flounder auf Tauchfahrt ein Hindernis, das sich wenig später als sein Schwesterboot USS Hoe herausstellte. Beide Boote erlitten bei der Unterwasserkollision in 20 Metern Tiefe nur leichte Schäden.

### Letzte Fahrten
Bereits am 26. Februar trat die Flounder, wieder in einem Wolfpack von drei Booten, seine sechste Kriegspatrouille an, die bis zum 16. März dauerte. Zunächst klärte der Verband die Situation südlich von Hainan auf und entdeckte am 29. März einen großen japanischen Konvoi, der allerdings von alliierten Flugzeugen angegriffen wurde, bevor die USS Flounder und ihre Schwesterboote ihren Angriff fahren konnten. Nach der Patrouille wurde das Boot in die Heimat befohlen, damit eine Generalüberholung durchgeführt werden konnte. Am 2. September 1945, dem Tag der japanischen Kapitulation, meldete sich das Boot wieder in Pearl Harbor einsatzfähig. Es wurde zurück an die US-amerikanische Ostküste befohlen, am 18. September erreichte es New York. Nachdem das Boot einige Zeit in Portsmouth und New London gelegen hatte, wurde es schließlich am 12. Februar 1947 außer Dienst gestellt und der Atlantic Reserve Fleet zugeteilt. Ohne nochmals eingesetzt worden zu sein, wurde das Boot am 1. Juni 1959 aus dem Schiffsregister gestrichen und anschließend verschrottet.
Die USS Flounder erhielt zwei „Battle Stars“ (Kampfauszeichnungen) für ihren Einsatz im Zweiten Weltkrieg.